# Paul Brühl
Paul Brühl (* 7. Februar 1876 in Hirschberg; † 27. Oktober 1950 in Berlin) war ein deutscher Politiker der USPD.

## Leben und Beruf
Nach dem Besuch der Volksschule in Friedeberg a.Queis in Schlesien absolvierte Brühl eine Maschinenschlosserlehre in Berlin, die er 1894 mit der Gesellenprüfung abschloss.

## Partei
Brühl, ursprünglich SPD-Mitglied, wechselte 1917 aus Protest gegen die Zustimmung der Partei zu den Kriegskrediten zur neu gegründeten USPD. Als sich die USPD-Mehrheit mit der KPD vereinigte, blieb er bei der Minderheit, die sich 1922 wieder der SPD anschloss.

## Abgeordneter
Brühl gehörte 1919/20 der Weimarer Nationalversammlung an. Anschließend war er bis 1924 Reichstagsabgeordneter.